# José Luiz Clerot
José Luís Barbosa Ramalho Clerot (Mamanguape, 9 de março de 1936 - Brasília, 16 de abril de 2018) foi um advogado e político brasileiro.

## Biografia
Filho de Leon Francisco Clerot e de Luzia Barbosa Ramalho Clerot, elegeu-se presidente da União Brasileira de Estudantes Secundaristas (UBES) em 1955, permanecendo no cargo até 1957, ano em que tornou-se oficial de gabinete do ministro da Educação e Cultura, Clóvis Salgado, no Rio de Janeiro (na época, Distrito Federal), onde ficou até 1960. Durante o período, ingressou Faculdade de Direito da Universidade Católica de Petrópolis em 1958, e com a mudança da capital para Brasília, virou assessor de Ivo de Magalhães, prefeito do novo Distrito Federal.
Em 1961, Clerot foi nomeado oficial de gabinete e, posteriormente, subchefe de gabinete do ministro do Trabalho e da Previdência, Almino Affonso. 2 anos depois, serviu como oficial de gabinete do Governo João Goulart. Ainda em 1963, graduou-se em Direito na Universidade Católica de Petrópolis (UCP) e no ano seguinte mudou-se para Goiânia, para fazer licenciatura na Universidade Federal de Goiás (UFG). Em 1969 foi eleito membro do conselho da OAB do Distrito Federal, e em 1971 tornou-se diretor regional e membro do grupo brasileiro da Associação Internacional de Direito Penal. Saiu do conselho da OAB-DF em 1973, voltando em 1979.
Clerot iniciou a carreira política em 1980, com sua filiação ao recém-criado PMDB. Concorreu a uma vaga de deputado federal pelo Rio de Janeiro em 1982, ficando como suplente. Voltaria ao conselho da OAB em 1985, assumindo a titularidade da comissão de reforma administrativa. No ano seguinte, foi nomeado ministro togado do Superior Tribunal Militar, assumindo a função no dia 15 de dezembro, tendo feito voto contra o então capitão Jair Bolsonaro, em julgamento de 1988 no qual Bolsonaro é acusado de ter um plano para explodir bombas em quartéis e causar pânico para justificar um aumento de salário para os militares.

## Período como deputado federal
Em 1990, Clerot muda seu domicílio eleitoral do Rio de Janeiro para o estado da Paraíba, onde concorreria a uma vaga de deputado federal pelo PMDB. Na eleição para deputado federal, elegeu-se com 25.106 votos. Empossado em fevereiro de 1991, virou titular da Comissão de Constituição e Justiça e de Redação e suplente da Comissão de Educação, Cultura e Desporto. Assumiu também a Comissão Especial do Projeto de Lei sobre Regulamentação do Sistema Financeiro Nacional.
Durante a votação do impeachment do então presidente Fernando Collor de Mello, Clerot votou favoravelmente à admissibilidade do processo, que levaria à cassação de Collor e a perda dos direitos políticos. No pleito estadual de 1994, obteve 42.964 votos, ficando em quinto lugar.

## Tentativas de reeleição e nova mudança de domicílio eleitoral

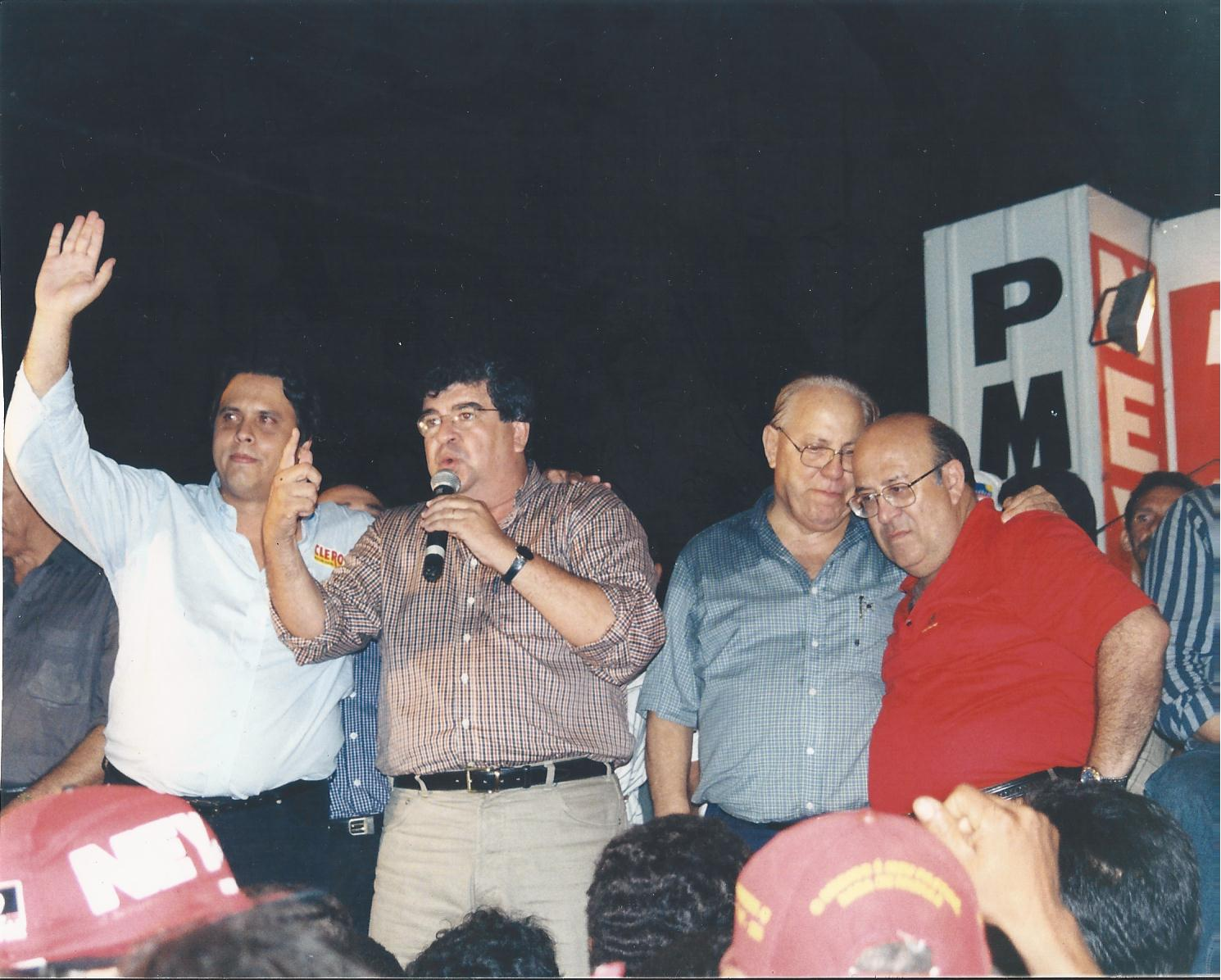
Comício em Mamanguape nas eleições de 1998 (Esquerda para direita: deputado Ariano Fernandes, deputado Roberto Paulino, deputado José Luiz Clerot e o senador Ney Suassuna).

Concorreu à reeleição em 1998, novamente pelo PMDB, e apesar de ter obtido 43.867 votos, não conseguiu o terceiro mandato, ficando como suplente. Reassumiu o mandato entre maio e junho de 2000.
Tentou voltar à Câmara dos Deputados em 2002, mas ficou longe das votações obtidas na década de 1990: conseguiu apenas 616 votos do eleitorado paraibano.
Embora permanecesse afastado do cenário político por opção própria, filiou-se ao PSDB em 2006 para tentar uma vaga de deputado federal pelo estado de Roraima, angariando 1.680 votos, ficando como suplente.

## Regresso ao PMDB e eleição de 2010
Voltou ao PMDB em 2009 e concorreu novamente a uma vaga de deputado federal pelo estado da Paraíba, e novamente não obteve êxito, ficando com 12.740 sufrágios. Desde então, afastou-se da carreira política.

## Vida pessoal
Foi casado com Heloísa Maria Martins Clerot, com quem teve 3 filhos. Faleceu em seu apartamento em Brasília, por comorbidades da diabetes.